# Turcja na Zimowych Igrzyskach Olimpijskich 1984
Turcję na Zimowych Igrzyskach Olimpijskich 1984 reprezentowało 7 zawodników. Był to ósmy start Turcji na zimowych igrzyskach olimpijskich.

## Reprezentanci

### Biegi narciarskie
Mężczyźni
- Nihattin Koca
  - Bieg na 15 km – 70. miejsce

- Erhan Dursun
  - Bieg na 15 km – 74. miejsce

- Muzaffer Selçuk
  - Bieg na 15 km – nie ukończył

### Narciarstwo alpejskie
Mężczyźni
- Yakup Kadri Birinci
  - Gigant slalom – 53. miejsce
  - Slalom – 27. miejsce

- Ali Fuad Haşıl
  - Gigant slalom – 60. miejsce
  - Slalom – 32. miejsce

- Sabahattin Hamamcıoğlu
  - Gigant slalom – 61. miejsce
  - Slalom – 34. miejsce

- Erkan Mermut
  - Gigant slalom – 63. miejsce
  - Slalom – 37. miejsce